# Orión (personaje)
Orión es un superhéroe ficticio que aparece en los cómics publicados por DC Comics.

## Historial de publicaciones
Orión apareció por primera vez en Nuevos Dioses # 1 (febrero de 1971) y fue creado por el escritor / artista Jack Kirby.

### Era de Jack Kirby
Orión apareció originalmente en New Gods # 1 (febrero-marzo de 1971) que era parte de los títulos del Cuarto Mundo de Jack Kirby publicados a principios de la década de 1970. Otros títulos incluidos en esta metaserie fueron Superman's Pal Jimmy Olsen, Mister Miracle y The Forever People. Cuando se cancelaron los títulos, Orión y sus compañeros personajes de New Gods no fueron vistos hasta que DC regresó al concepto del Cuarto Mundo unos años más tarde.

### El Regreso de los Nuevos Dioses
Después de una aparición en el número final del 1st Issue Special, DC revivió las series New Gods y Mister Miracle continuando la numeración de la serie original. Las nuevas historias se hicieron sin Jack Kirby y presentaron una serie de cambios de concepto para el personaje de Orión. El "Astro Arnés" y el casco característico del personaje fueron reemplazados por un disfraz de superhéroe más estándar con una máscara amarilla. El título de New Gods se canceló nuevamente en 1978, pero la historia se envolvió en dos números de Adventure Comics, presentando una "batalla final" entre Orión y su padre, Darkseid. En esta batalla, Darkseid fue supuestamente aniquilado.
Esta versión de Orión regresó en un arco de tres números de la Liga de la Justicia de América en el que la mayoría de los Nuevos Dioses fueron capturados por las fuerzas de Apokolips. Orión y sus compañeros New Gods, Metron, Sr. Milagro y Big Barda, solicitaron la ayuda de la Liga de la Justicia y la Sociedad de la Justicia para ayudarlos a liberar las fuerzas de New Genesis. Esta historia presentó el regreso y eventual derrota del padre de Orión.

### Post-Crisis
Después de Crisis on Infinite Earths, Orión apareció en la serie de 1989-1990 New Gods vol. 3 y sirvió un breve período en la Liga de la Justicia con su amigo Lightray durante la carrera de Keith Giffen/J. M. DeMatteis. Orión regresó como personaje principal en New Gods vol. 4 que luego fue relanzado como el Cuarto Mundo de Jack Kirby. Orión sirvió nuevamente como miembro de la Liga de la Justicia durante el mandato de Grant Morrison en el título, pero el personaje no recibiría su propio título hasta 2000.

### Orión
Orión fue una serie dibujada a lápiz y escrita por Walt Simonson, centrada en el personaje epónimo y que se publicó en 25 números (junio de 2000 a junio de 2002). John Byrne ocupó el puesto de dibujante de las historias principales en los números 13 y 14. DC Comics reimprimió los números 1-5 en el libro de bolsillo comercial The Gates of Apokolips. También se incluyeron como reimpresiones partes de Secret Origins of Super-Villains 80-Page Giant # 1 y Legends of the DC Universe 80-Page Giant # 2.
Una copia de seguridad que se publicó de forma constante en el libro de Orión fue "Tales of the New Gods". Simonson invitó a otros artistas y escritores a proporcionar una historia corta que a menudo complementa la acción principal del número.

## Biografía ficticia del personaje
Orión es el segundo hijo de Darkseid; dictador de Hellish Apokolips. Es el medio hermano de Kalibak y Grayven. Más tarde se casa con Bekka, la hija del líder de la Resistencia Apokolips, Himon. Cuando era niño, Orión fue cambiado al líder benevolente de Nuevo Génesis, Highfather por Scott Free, el propio hijo de Highfather, en el Pacto (de paz) entre Nuevo Génesis y Apokolips. Criado como el hijo del Alto Padre Izaya, bajo su cuidado amoroso, a Orión se le enseñó a controlar y enfocar su ira, y Orión llegó a valorar profundamente su hogar adoptivo y sus ideales. Este camino hacia la madurez no fue una tarea fácil dado que su herencia hervía con la rabia del brutal y despiadado Darkseid. Aprender a controlar esa naturaleza oscura consumió gran parte de la juventud de Orión. Sin embargo, además del cuidado de su padre adoptivo, sus amigos entre los Nuevos Dioses, particularmente Lightray, lo ayudaron a canalizar su Lado Oscuro hacia la protección de su mundo natal adoptado, Nuevo Génesis. Como resultado de esa lucha personal, los rasgos heredados de Orión y su enfoque aprendido le permitieron convertirse en el guerrero y héroe más poderoso de Nuevo Genesis. Su habilidad de lucha, resistencia, implacabilidad y crueldad le han valido el apodo de "El perro de la guerra", que todavía ocasionalmente necesita la ayuda de su Caja Madre para ayudar a controlar sus emociones cuando amenazan con vencerlo. Orión cuenta entre sus amigos más cercanos Lightray, Metrón, Jezebelle, Scott Free, Big Barda y Forager.
La serie de 25 números de Walt Simonson fue diseñada para seguir la continuidad de la serie original El Cuarto Mundo y se publicó después de que terminara la serie El Cuarto Mundo de Jack Kirby de John Byrne. Para desarrollar la serie, se utilizaron personajes como Lightray, Darkseid, DeSaad y Kalibak, incondicionales del Cuarto Mundo, además de personajes menos utilizados, como la madre de Orión, Tigra (al principio de la serie), Mortalla y Newsgroup Legion (una actualización) de 1940 Newsboy Legionde Jack Kirby). Una colección de todo Walt Simonson, las historias de Orión están programadas para su publicación en julio de 2018.
Durante la serie de Simonson, Orión pudo obtener la Ecuación Anti-Vida; una ecuación matemática que dice que "no hay libre albedrío, sólo Darkseid". Darkseid ha codiciado la Ecuación Anti-Vida durante eones para tomar el control completo de todo el Multiverso. La madre de Orión le mintió sobre que Darkseid no era su padre. Luego fue a Apokolips y confrontó a Darkseid sobre su ascendencia. Lucharon por el control de Apokolips con Orión negándose a usar la Ecuación Anti-Vida como una cuestión de orgullo y el código de su guerrero. Derrotó a Darkseid y obtuvo el control de Apokolips. Con la Ecuación Anti-Vida, Orión fue a la Tierra para comenzar a crear la paz intergaláctica. Usó la Ecuación Anti-Vida para convertir la Tierra en un mundo utópico usurpando todo el libre albedrío y siguiendo solo su guía. La falta de libre albedrío comenzó a interrumpir el equilibrio del Multiverso, ya que la Tierra es el eje que lo mantiene todo unido. Luego se reveló que Darkseid, con la guía de Metron, permitió que Orión lo derrotara. Planearon la derrota para que Darkseid pudiera comprender el potencial de la Ecuación Anti-Vida.
Orión ha cumplido dos mandatos con la Liga de la Justicia. Primero exigió unirse a la Liga junto a su amigo Lightray. Fueron aceptados como miembros de la Liga y permanecieron hasta después de la batalla con el Ojo del Mal. Más tarde, Orión y Big Barda fueron enviados como agentes de New Genesis para servir en la JLA. Durante su tiempo en la Liga, Orión ayudó a derrotar a Starro cuando sus acciones pusieron a dormir a casi la totalidad de Norteamérica y ayudaron a Green Lantern, Steel, Plastic Man y Barda a capturar a un Marciano Blanco que había recuperado su memoria original. En una ocasión, Orión y otros miembros de la Liga fueron secuestrados por el temporalmente loco Adam Strange como parte de un plan para derrotar a una raza telepática. Steel, John Henry Irons se vio obligado a robar la Caja Madre de Orión y usarla como escudo telepático. Orión estaba enfurecido porque su Caja Madre estaba dedicando mucha energía y enfoque en mantenerlo calmado para hacer cualquier otra cosa. La misión central de Orión y Barda era ayudar a movilizar a los héroes de la Tierra contra la llegada del omnipotente arma tecno-cósmica del Dios Antiguo conocido como Mageddon. Orión le dio su Caja Madre a Oracle para que la guardara mientras se enfrentaba a Mageddon con total ferocidad; canalizando su furia heredada de Darkseid. Oracle lo usó para establecer una red en línea telepática que podría coordinar a los héroes defensores de la Tierra mientras luchaban para detener las guerras que la presencia de control mental de Mageddon estaba incitando. Una vez que Mageddon fue derrotado, Orión y Barda renunciaron a la Liga de la Justicia.
Años más tarde, Orión regresa a la Tierra a través de Boom Tube para su batalla final con Darkseid. Durante la lucha celestial, Orión finalmente mata a Darkseid arrancándole el corazón. Esto creó una hoguera, como las de Apokolips, desde la cavidad torácica de Darkseid y cumplió la profecía de su batalla final. Cuando Darkseid muere, un Orión maltratado y herido se aleja del campo de batalla habiendo "ganado" la batalla contra su padre de una vez por todas.
La esencia vital de Darkseid soportó la muerte de su cuerpo y retrocedió en el tiempo y el espacio; fracturando ambos mientras caía hacia su propio Infierno personal dentro de un agujero negro en el centro de la creación. Cuando Darkseid cayó, su esencia renació brevemente en la Tierra como Jefe del Lado Oscuro. La Élite de Darkseid también había sido asesinada y sus esencias también poseían cuerpos humanos. Utilizando al supervillano Libra, Darkseid desató con éxito la Ecuación Anti-Vida sobre la humanidad y, en el proceso, arrastró a la Tierra fuera del tiempo y el espacio, amenazando a todo el multiverso en el proceso. Desde este punto, Darkseid buscó su venganza contra Orión disparando un arma basada en viajes en el tiempo hacia atrás en el tiempo para matar a Orión de una vez por todas. La bala mató a Orión, quien a estas alturas se había dado cuenta de que su padre y sus compañeros dioses nuevos malvados todavía vivían y ahora poseían seres humanos como cuerpos anfitriones. Con sus últimas fuerzas, Orión advierte al hombre que encuentra su cuerpo moribundo, el detective Dan "Terrible" Turpin, que "Ellos no están muertos, Él está en todos ustedes". Su orden final, apropiada para el Perro de la Guerra, es que la humanidad "Luche..." antes de que finalmente muera.
El asesinato de Darkseid de su hijo finalmente sería contraproducente para él. Green Lantern John Stewart recuperaría la bala que se usó para matar a Orión y se la daría a Batman, quien finalmente se vería obligado a herir mortalmente a Darkseid con la misma bala que Darkseid usó para matar a su propio hijo; una ironía que Superman señaló cuando describió el asesinato de Orión como un "suicidio" por parte de Darkseid, debido al destino de la bala.
Si bien muchos de los dioses del Nuevo Génesis renacieron después de Crisis final, Orión no se encuentra entre ellos. Metron se ve de pie sobre su astro-arnés en efigie.

### The New 52
En The New 52, un reinicio de 2011 del universo de DC Comics, Orión ha aparecido como personaje secundario en el título de Wonder Woman. Después de consultar con la Fuente, primero se une a Wonder Woman en su búsqueda de un niño que fue secuestrado por los dioses de Olimpia.

## Poderes y habilidades
Orión pertenece a una raza extraterrestre de inmortales sobrenaturales conocidos como los Nuevos Dioses. Como un Nuevo Dios, posee los atributos sobrehumanos estándar de fuerza, velocidad, resistencia y durabilidad a la par con su padre Darkseid y con Superman; siendo virtualmente indestructible, capaz de correr a velocidades super-sónicas hasta la velocidad orbital, y levantar pesos que exceden las 100 toneladas. Aunque es un guerrero muy habilidoso y destaca por el instinto de un feroz guerrero, su gran furia y confusión interna lo vuelven impulsivo y propenso a arrebatos violentos, casi psicóticos, ya que ha heredado gran parte de la oscuridad de su padre. Además, Orión posee un factor de curación regenerativo y es capaz de recurrir a su Caja Madre para que lo ayude a curar heridas o para mantener sus energías vitales. Como todos los demás dioses nuevos, Orión es vulnerable a una sustancia llamada Radion. El "Astro-Harness" es un artefacto alienígena de origen desconocido, capaz de autorepararse; vuelo a la velocidad de la luz; teletransportación interestelar; proyección y absorción de energía; generación de campo de fuerza; y posee un rayo tractor. Las pulseras de Orión son prácticamente indestructibles.
Orión es capaz de aprovechar una energía interdimensional llamada "Astro Fuerza". Si bien el propio Orión es un conducto para la Astro Fuerza, puede usar el Astro Arnés o sus Astro Pulseras como una válvula a través de la cual puede proyectar esta energía. Él usa la Astro Force principalmente como un arma, pero una vez que se demostró que podía usar la Astro Fuerza para crear un escudo de energía lo suficientemente poderoso como para desviar el imparable "Efecto Omega" de Darkseid. Como su padre y todos los miembros del Cuarto Mundo, Orión es inmortal.

## Otras versiones
Además de su encarnación convencional, Orión ha sido representado en otros universos ficticios:
- En la novela gráfica Kingdom Come, Orión ha derrocado a Darkseid y es el gobernante reacio de Apokolips, y ha tratado de dirigirlo como un mundo democrático con poco éxito. Su apariencia envejecida y con cicatrices de batalla es similar a la de su padre, y finalmente obtiene el control total de sus emociones.
- En la serie Mister Miracle de Los Siete Soldados de Grant Morrison, Orión es un hombre afroamericano grande y musculoso, visto empujando la silla de ruedas de Metron.
- En la miniserie satírica Captain Carrot and the Final Ark, Orión es un perro llamado Orihound.
- En la huella de Tangent Comics, Orión es un ser superpoderoso con poderes transwarp que le permiten transportarse a sí mismo, a otros y a objetos a cualquier lugar de la Tierra. Puede transportar seres a través de Bleed a otros universos con la ayuda de una fuente de energía adicional como Green Lantern Power Rings. Actualmente ayuda al Superman de Tierra-9.

## Otros medios

### Televisión
- Orión aparece en el Universo animado de DC:
  - Orión aparece en los episodios de Superman: La serie animada, "Apokolips... now!" partes uno y dos, con la voz de Steve Sandor. En la parte 1, Orión llega a la Tierra para advertir a Superman de la inminente invasión. Juntos, él y Superman logran hacer retroceder la primera ola de ataque, pero después de que Orión se va, llega otro ataque y no se puede contactar a Orión. En la parte 2, Orión le dice a Darkseid que la Tierra ahora está bajo la protección de Alto padre y que cualquier ataque será una violación de su tratado. Darkseid comienza a retirarse después de unas pocas palabras, y Turpin se burla de él. Al decir que ninguna victoria es fácil, Darkseid dispara sus Omega Beams a Turpin, lo mata y luego desaparece en un tubo boom. Superman, loco de dolor, destruye el tanque de Darkseid. Orión luego ofrece sus condolencias.[28][29]
  - Orión aparece en los episodios de la Liga de la Justicia, "Crepúsculo" parte 1 y 2, con la voz de Ron Perlman. Se le describe como muy serio cuando se trata de enfrentar amenazas y luchar contra criminales. Cuando aparece por primera vez en "Crepúsculo", Orión ayuda a la Liga de la Justicia en el momento en que Darkseid colaboraba con Brainiac.[30][31]
  - Orión ha hecho cameos en Liga de la Justicia Ilimitada, con la voz nuevamente de Ron Perlman. En "The Return", Orión aparece como uno de los muchos héroes en la primera línea de defensa contra Amazo.[32] En "Flash and Substance", Orión ayuda a Batman en el momento en que Flash estaba siendo atacado por el Capitán Frío, el Capitán Bumerang, el Amo de los Espejos y el Tramposo.[33]
- En la temporada final de Smallville, durante el episodio "Dominion" se menciona que la última vez que Darkseid vino a la Tierra fue derrotado por un guerrero llamado Orión, dejando atrás un arma conocida como el Arco de Orión.[34] En el siguiente episodio, se confirma que Orión es el hijo de Darkseid que logró alejarse de la oscuridad de su padre con la ayuda de otra persona que lo crio para abrazar la luz.
- Orión aparece en Teen Titans Go!, episodio "Robin Backwards" como un peluche. Aparece en Bizarro Titans Tower porque es lo opuesto a Darkseid.
- Orión aparece en la tercera temporada de Young Justice, con la voz de Ben Diskin. Ma'alefa'ak lo personifica cuando ataca a los Bugs of New Genesis.

### Película
- Aunque no aparece, se hace referencia a Orión en la película animada Superman/Batman: Apocalypse. Batman, Superman y Wonder Woman viajan a Apokolips con la ayuda de Big Barda. A su llegada, Batman hace uso de un Astro-Arnés, idéntico al que usa Orión.
- Una versión del universo alternativo de Orión aparece en Liga de la Justicia: Dioses y monstruos, con la voz de Josh Keaton. Aquí, creció como realeza en Apokolips y se casaría con Bekka para fusionar los reinos como parte de un supuesto tratado de paz, y Bekka vio algo diferente en Orión en comparación con los otros residentes de Apokolips. Orión le da a Bekka una espada indestructible con un Boom Tube como regalo de bodas. Bekka intenta que Orión se vaya mientras los residentes de New Genesis masacran a la realeza de Apokolips, pero él vuelve a luchar y es asesinado por Highfather. Su muerte inspira a Bekka a irse y finalmente convertirse en la superheroína Wonder Woman.[35]

### Videojuegos
- Orión aparece en DC Universe Online.
- Una estatua de la cabeza de Orión se ve en el escenario del Salón de la Justicia en Injustice: Dioses entre nosotros.
- Orión aparece como un personaje jugable en Lego Batman 3: Beyond Gotham, con la voz de Nolan North.
- Orión aparece como un personaje jugable en Lego DC Super-Villains.